# Dactylochelifer besucheti
Espèce
Dactylochelifer besucheti est une espèce de pseudoscorpions de la famille des Cheliferidae.

## Distribution
Cette espèce est endémique de Majorque aux Baléares en Espagne. Elle se rencontre vers Ses Salines.

## Étymologie
Cette espèce est nommée en l'honneur de Claude Besuchet.

## Publication originale
- Mahnert, 1978 : Zwei neue Dactylochelifer-Arten aus Spanien und von Mallorca (Pseudoscorpiones). Eos, vol. 52, p. 149-157 (texte intégral).